# Armes composées

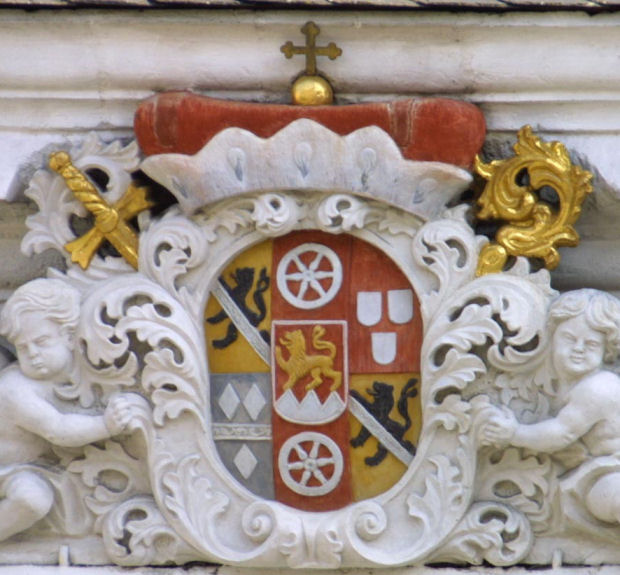
Armoiries du prince-archevêque Lothar Franz von Schönborn.

Les blasons composent souvent plusieurs armes sur un même écu. Des armes composées sont formées d'armes plus simples, accolées suivant une figure de partition simple, ou assemblées par quartiers. Des armes peuvent également être composées par des pièces honorables, le plus souvent en ajoutant un chef ou un canton aux armoiries principales.
Pour blasonner des armes composées, on énonce d'abord la partition, puis les armoiries élémentaires se blasonnent les unes après les autres, dans l'ordre de la partition, en les faisant précéder de leur rang (au premier… au deuxième…). On aura ainsi un blason « Parti, au premier d'argent à un tourteau de gueules, au deuxième d'or à une fasce d'azur ».
Le blasonnement peut se révéler assez compliqué quand les traits de partition foisonnent, bien que la règle soit assez simple : chaque élément (dit parfois par extension quartier) prend un numéro d'ordre selon la règle de priorité « haut avant bas, et dextre avant senestre » et se lit comme un blason indépendant dans cet ordre. Exception à cette règle, les quartiers identiques sont lus ensemble avec le premier rencontré.
Par exemple, pour l'illustration ouvrant le présent article (armes de Lothaire-François de Schönborn) on blasonnera ainsi :
- parti de deux traits et coupé de un,
- au premier et sixième : d'or à une bande d'argent brochant sur un lion de sable ;
- au deuxième et cinquième : de gueules à une roue d'argent ;
- au troisième : de gueules à trois écussons d'argent ;
- au quatrième : d'azur à une fasce d'argent accompagnée de trois losanges du même ;
- sur le tout : de gueules à un lion léopardé d'or posé sur une terrasse émanchée d'argent.

Lorsqu'un quartier est lui-même partitionné, la règle s’applique en cascade, c’est-à-dire que lorsqu'arrive son tour, un ordre de passage complémentaire est défini à son niveau pour ses propres quartiers. Par exemple, si dans une première partition ayant défini 6 quartiers, le 4e est lui-même partitionné en 3, l’ordre de passage sera : 1, 2, 3, 4.1, 4.2, 4.3, 5, 6.

## Partitions

Alsace : « Parti, au premier de haute Alsace contourné, au second de basse Alsace ».

Bourgogne : « Écartelé de Bourgogne moderne et ancien ».

Les armes composées se comprennent souvent mieux comme une réunion de plusieurs écus en un seul, plutôt que comme l'éclatement d'un en plusieurs.
Dans des armes composées, la table d'attente est divisée suivant une partition héraldique, mais ensuite chaque élément de cette partition se comporte comme un écu à part entière (et donc peut être partitionné à son tour). Les partitions de bases se combinent ainsi à l'infini.
Les éléments créés par une partition sont de tailles égales, mais n'ont pas le même « prestige » : ils sont hiérarchisés selon leur place : le prestige décroît de haut vers bas, et de dextre vers sénestre, et le blasonnement se fait selon cette hiérarchie.
La partition, bien sûr, peut n'être qu'un élément de « rédaction » du blason, comme dans celui de La Tour-du-Pin, ou le parti ne sert qu'à délimiter les deux cases du « rébus » (voir illustration plus haut).
Les partitions en éléments nombreux, comme l'échiqueté ou le losangé ou autre rebattements, relève plus d'un souci de décoration, et fonctionne plus comme une fourrure couvrant le champ entier.
Un usage très fréquent des partitions concerne la traduction héraldique des unions de toutes natures : mariages, fiefs annexés, etc. (voir « pannon »). Ainsi l'union à deux se fera souvent par un parti (qui a pour effet d'écraser en largeur les figures et à souligner la préséance du dextre — ce qui peut être recherché) ou encore très souvent par un écartelé (qui ne déforme pas l'écu initial, et qui donne une union plus égalitaire : le plus et le moins prestigieux pour l'un, les deux intermédiaires pour l'autre).
Pour une femme mariée, le blason peut parfois être divisé en deux verticalement — parti — reprenant le blason de sa famille d'une part et celui de son mari d'autre part.
Dans un parti, le blason de dextre peut être « contourné » par courtoisie (comme dans le blason de l'Alsace) : bien qu'occupant la place d'honneur, son inversion montre que sa direction d'honneur a été retournée vers le blason sénestre, rétablissant une égalité de traitement.
| L'union de                   | avec                     | donnera | en parti :                                   | en écartelé :                                                             |
| blason croix ansée           |                          |         | Blason union par « parti ».                  | Blason union par « écartelé »                                             |
| d'azur à la croix ansée d'or | d'or au griffon de sable |         | parti d'azur à la croix… et d'or au griffon… | écartelé au 1 et au 4 d'azur à la croix… et au 2 et 3, d'or à la chimère… |

## Partitions particulières

Cité de Lyon : « De gueules au lion d'argent, au chef cousu de France moderne » (qui est d'azur à trois fleurs de lis d'or).

Chaque élément de la composition peut recevoir un champ différent. Certaines pièces peuvent dans certaines circonstances (augmentation...) jouer un rôle équivalent à une partition et entrer dans la composition. La règle de contrariété des couleurs applicable aux pièces ne l'étant pas pour les partitions peut donc être prise en défaut. On déclare alors la pièce « cousue », ce qui lui confère un statut de partition (elle n'est plus posée, mais adjointe).

### Canton
Partie de l'écu où se situent les cantons. Il y a quatre cantons (dextre du chef, dextre de la pointe, sénestre du chef et sénestre de la pointe). Par défaut, la position est dextre du chef (donc n'est pas blasonnée). L'origine du canton est peut-être dans la représentation, superposée à l'écu, des ailettes, pièce rectangulaire d'acier attachée à l'épaule, qui était toujours armoriée, et surtout portée en tournois.

### Chef
Pièce honorable qui occupe le tiers supérieur de l'écu. « D'argent au chef de gueules ». Le chef désigne aussi la région correspondante de la table d'attente.
Le chef est souvent utilisé comme partition de l'écu, qui permet d'ajouter aux armes principales (figurées dessous) des armes simples ou composées, figurées dans le chef. Dans ce cas, la règle d'alternance des couleurs (deuxième règle du blason) n'est pas toujours respectée, et le chef est dit cousu.
En France, les « bonnes » villes, c’est-à-dire celles qui avaient le droit de se faire représenter par leur « mayeurs » (ou maires) au sacre du roi de France, avaient le droit de porter sur leur blason un chef de France, c'est-à-dire « d'azur semé de fleurs de lys d'or » (France ancien) ou « d'azur à trois fleurs de lys d'or » (France moderne). Le chef de France est une augmentation des armes accordée à ces villes.

### Écartelé

Blason de la ville d'Acy-Romance (Ardennes) : « écartelé, au (1) d’argent au lion de sable armé et lampassé de gueules, aux (2) et (3) d’azur semé de fleurs de lis d’or au franc-canton d’argent chargé d’une merlette de sable, au (4) de gueules à une quintefeuille d’argent ».

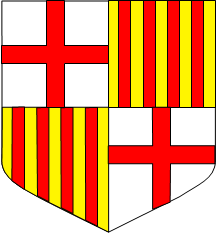
Blason de Barcelone : « écartelé, d’argent à la croix de gueules, et d’or à quatre pals de gueules ».

L'écartelé est la partition d'un écu héraldique par une ligne horizontale et une verticale (un coupé et un parti).
Dans ce sens, lorsqu'il est utilisé pour former des armes composées, il peut être considéré comme la désignation spécifique d'un « parti d'un trait et coupé d'un », et le blasonnement qui en découle se fait régulièrement suivant le cas général, en nommant les quatre quartiers (ou écarts) qui en découlent, par ordre de préséance.
Il est ainsi normal de blasonner, sur ce modèle, « écartelé, au premier et quatrième d’argent à la croix de gueules (croix de saint Georges), au second et troisième d’or à quatre pals de gueules (Aragon), qui est de Barcelone ». 
Dans son sens premier, cependant, l'écartelé décrit bien une partition de l'écu par le coupé et le parti, qui le divise effectivement en quatre quartiers, mais cette partition n'appelle ensuite le blasonnement que de deux couleurs, qui sont implicitement alternées. Ainsi, les armes de Bemelbourg  est simplement blasonné « écartelé d'argent et d'azur ».
De la même manière, l’écartelé (en anglais, "quarterly") ne compose très fréquemment que deux blasons (en anglais, "counter-quarterly"), qui sont alors toujours repris en 1 et 4, et en 2 et 3.
On peut dans ce cas blasonner sur ce modèle, de manière plus simple, « écartelé, d’argent à la croix de gueules, et d’or à quatre pals de gueules », l’alternance des blasons étant alors implicite.

### Mi-parti
Une autre manière d'unir deux blasons est le mi-parti (plus rarement le mi-coupé) qui consiste à réunir la moitié dextre de l'un avec la moitié sénestre de l'autre. (Ceci ne peut se faire, que si les originaux restent identifiables après amputation de moitié !)
Exemple : Navarre-Champagne,  = mi-parti de  et de 
Le mi-parti peut servir à blasonner des situations assez différentes, mais dans tous les cas, ce n'est possible que si chaque mi-parti ne porte que sur un seul champ (mi-parti coupé par exemple est impossible) :

Différents cas du « mi-parti » en héraldique

1. Le « mi-parti »  introduit normalement deux composants, dont chacun n'est tracé qu'à moitié, le reste mouvant de la partition. Le premier exemple sera donc blasonné
« mi-parti : au premier d'or [...], et au second de gueules [...] »
2. Le « mi-parti » peut parfois être qualifié de « à dextre » (ou senestre) pour prévenir que dans la partition mentionnée, seul le canton correspondant doit être traité en mi-parti, l'autre étant intégralement représenté. Le deuxième exemple pourra ainsi être blasonné
« mi-parti à dextre : au premier d'or [...], et au second de gueules [...] »,
3. et le troisième ainsi:
« mi-parti à senestre : d'or [...], et de gueules [...] »
4. Le « coupé mi-parti » introduit une partition ternaire rarement utilisée et non recommandée, où l'un des deux composants du coupé (par défaut le second) est lui-même l'objet d'un parti. Dans cette acception, le « mi-parti » ne signifie pas qu'un canton n'est qu'à moitié représenté, mais que la séparation du « parti » s'arrête (à mi-chemin) à la limite du coupé, au lieu de se prolonger d'un bord à l'autre de la table d'attente (ce que signifierait un « coupé parti », introduisant quatre composants). Le quatrième exemple peut ainsi se lire
« coupé mi-parti en chef, d'or [...], de gueules [...], et de sinople »
On voit que dans ce cas cette apparition du terme « mi parti » ne s'applique alors qu'à la partition, et n'a rien à voir avec un « mi parti » portant sur le tracé partiel des armes (ce qui serait le cas n°6).
Il est toujours possible et préférable de remplacer un « coupé mi-parti », en déplaçant le « parti » dans le composant du « coupé » sur lequel il porte. On aura une description équivalente en blasonnant:
« coupé : parti d'or [...] et de gueules [...]; et de sinople, »
En raison de la confusion possible que peut entraîner l'utilisation de mi-parti, c'est la deuxième manière de blasonner qu'il faut préférer.
5. De la même manière on blasonnera la situation symétrique de l'exemple 5 :
« coupé : de sinople, parti d'or [...] et de gueules [...] »
plutôt que :
« coupé mi-parti en pointe : de sinople  et d'or [...], de gueules [...]»
6. Le blasonnement doit indiquer clairement sur quel composant porte le « mi-parti » pour ne pas le confondre avec un « coupé mi-parti » ternaire, bien que cette formulation soit atypique. Le sixième exemple correspondrait au blasonnement
« coupé, mi-parti d'or [...] et de gueules [...], et au second de sinople »
blasonnement qu'il faut bien distinguer d'un éventuel « coupé mi-parti, d'or [...], de gueules [...], et de sinople », qui correspondrait au quatrième cas.

Il arrive que les deux parties d'un mi-parti comportent des meubles susceptibles de se raccorder au point dont ils sont mouvants (par exemple, arrière de cheval et tête de poisson), et qu'ils sont du même émail : dans ce cas, il est probablement dans l'intention du créateur de créer visuellement une telle chimère en la présentant comme une unité, et le dessin des armes doit de préférence aligner les limites de ces meubles de manière à produire visuellement une telle chimère.
Tout ce qui est décrit ci-dessus s'applique à de façon équivalent aux partitions dites « mi-coupés » « mi-tranchés » et « mi-taillés » (bien que plutôt rares).

## Quartiers

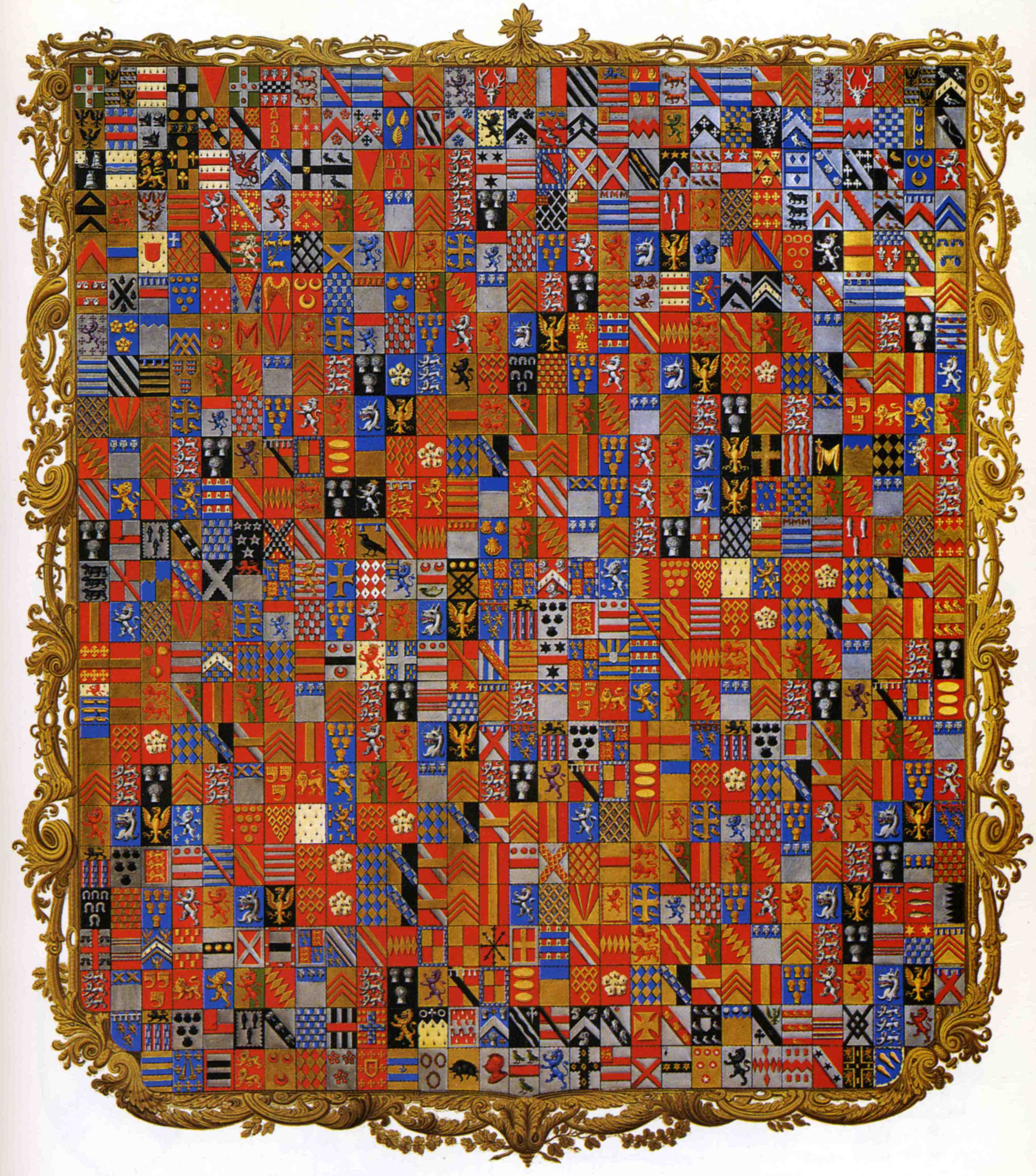
Les quartiers des Grenville, marquis de Buckingham : « Parti de vingt-neuf et coupé de vingt-cinq, ce qui fait 719 quartiers, au premier... » à Stowe en G-B.

Les quartiers sont une division d'un écu résultant généralement d'un certain nombre de partis et de coupés (de deux à six). Les quartiers sont des partitions symétriques, qui délimitent de six à trente-six armes plus élémentaires et permettent leur composition. Les quartiers sont numérotés dans le sens habituel de la lecture : en commençant au chef par le plus en haut à gauche (dextre du chef), puis de gauche à droite, puis les lignes suivantes du haut vers le bas.
On blasonne initialement « parti de deux coupé de trois (ce qui fait six quartiers). Au premier,… ». On poursuit ensuite, en précisant devant chaque arme élémentaire le numéro d'ordre. Si des armes sont répétées sur plusieurs quartiers, on le mentionne dès la première occurrence de l'arme « Au premier, au troisième et au cinquième,… », et les quartiers déjà décrits sont ensuite sautés.
Les armes figurant dans les quartiers de l'écu support représentent leurs titulaires respectifs, et doivent donc plutôt être blasonnées en nommant ce titulaire, et non en décrivant son blason. Cependant, si le titulaire n'est pas très connu, il vaut mieux mentionner les deux.
Les armes composées dans le but de montrer tous les quartiers de noblesse, comme l'exemple fameux du « diptyque Grenville » composé pour Richard Temple-Grenville, sont des compositions par essence artificielles : elles ne symbolisent pas une personne, mais un faisceau d'alliances et une revendication généalogique. Ce type d'exercice s'apparente à l'élaboration d'un armorial personnel. La langue du blason peut théoriquement décrire des icônes en point par point (parti de 256, coupé de 256, etc.), mais poussés à l'extrême, ces excès sortent clairement du domaine héraldique.

## Grandes armes

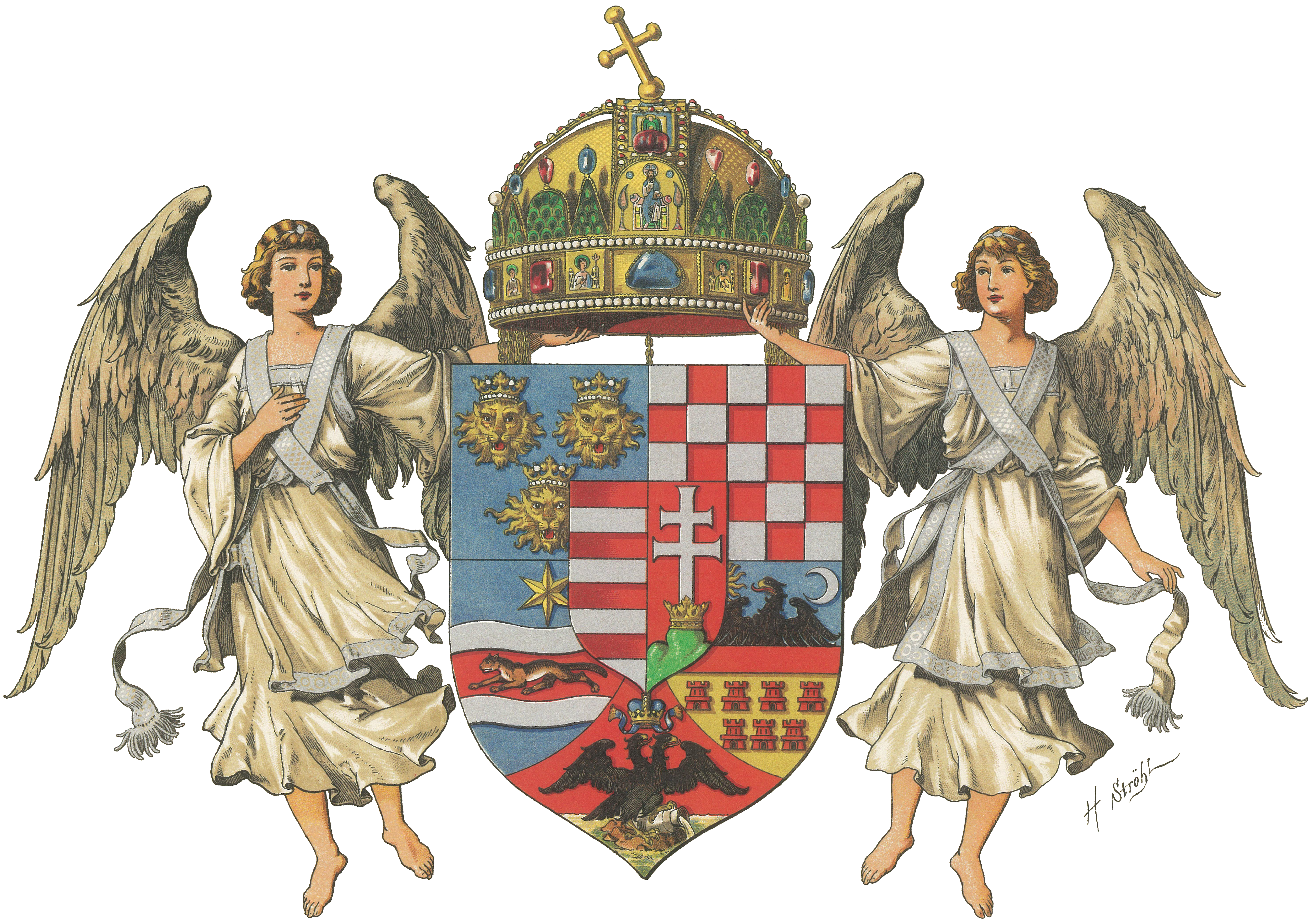
Grandes armes du royaume de Hongrie (jusqu'en 1908) : « Écartelé : 1, de Dalmatie ; 2, de Croatie ; 3, de Slavonie ; 4, de Transylvanie ; enté en pointe de Fiume ; sur-le-tout parti d'Hongrie ancien et moderne ».

Les grandes armes sont des représentations d'armoiries, ornées de tous leurs ornements extérieurs, qui prennent généralement la forme d'un écu composé de quartiers, où sont représentées les armes de dépendances, de parties ou de possessions, et où broche sur le tout l'écu du possesseur (d'un prince, d'une province, etc.).
Les grandes armes représentent graphiquement une affirmation solennelle des titres et droits de leur titulaire. Elles ne sont que rarement représentées, typiquement pour orner une salle d'apparat prestigieuse, par exemple une salle de trône.